# 押部谷站
押部谷站（日语：／ Oshibedani eki */?），是位於日本兵庫縣神戶市西區押部谷町福住字岡本，屬於神戶電鐵粟生線的鐵路車站。車站編號為KB47。

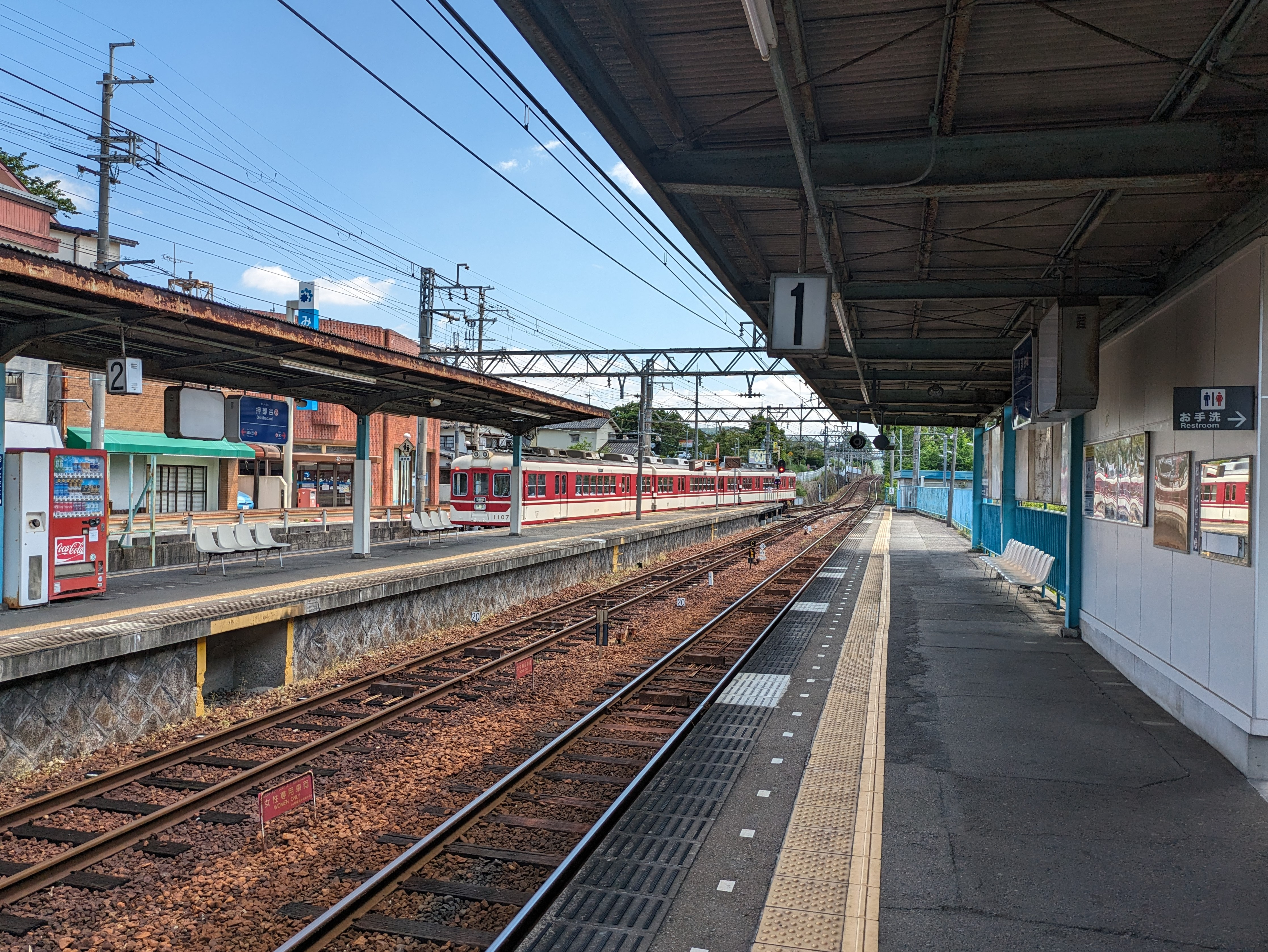
月台(2024年5月)

## 車站結構
本站為側式與島式複合型月台2面3線的地面車站。

### 月台配置
| 月台 | 路線   | 方向 | 目的地                                   |
| ---- | ------ | ---- | ---------------------------------------- |
| 1    | 粟生線 | 下行 | 志染、惠比須、三木、小野、粟生方向       |
| 2    | 粟生線 | 上行 | 木幡、西鈴蘭台、鈴蘭台、湊川、新開地方向 |
| 3    | 粟生線 | 上行 | 木幡、西鈴蘭台、鈴蘭台、湊川、新開地方向 |

## 相鄰車站
神戶電鐵
 粟生線
■急行、■準急、■普通
榮（KB46）－押部谷（KB47）－綠丘（KB48）

## 外部連結
- 押部谷 - 神戶電鐵